# Libische Woestijn

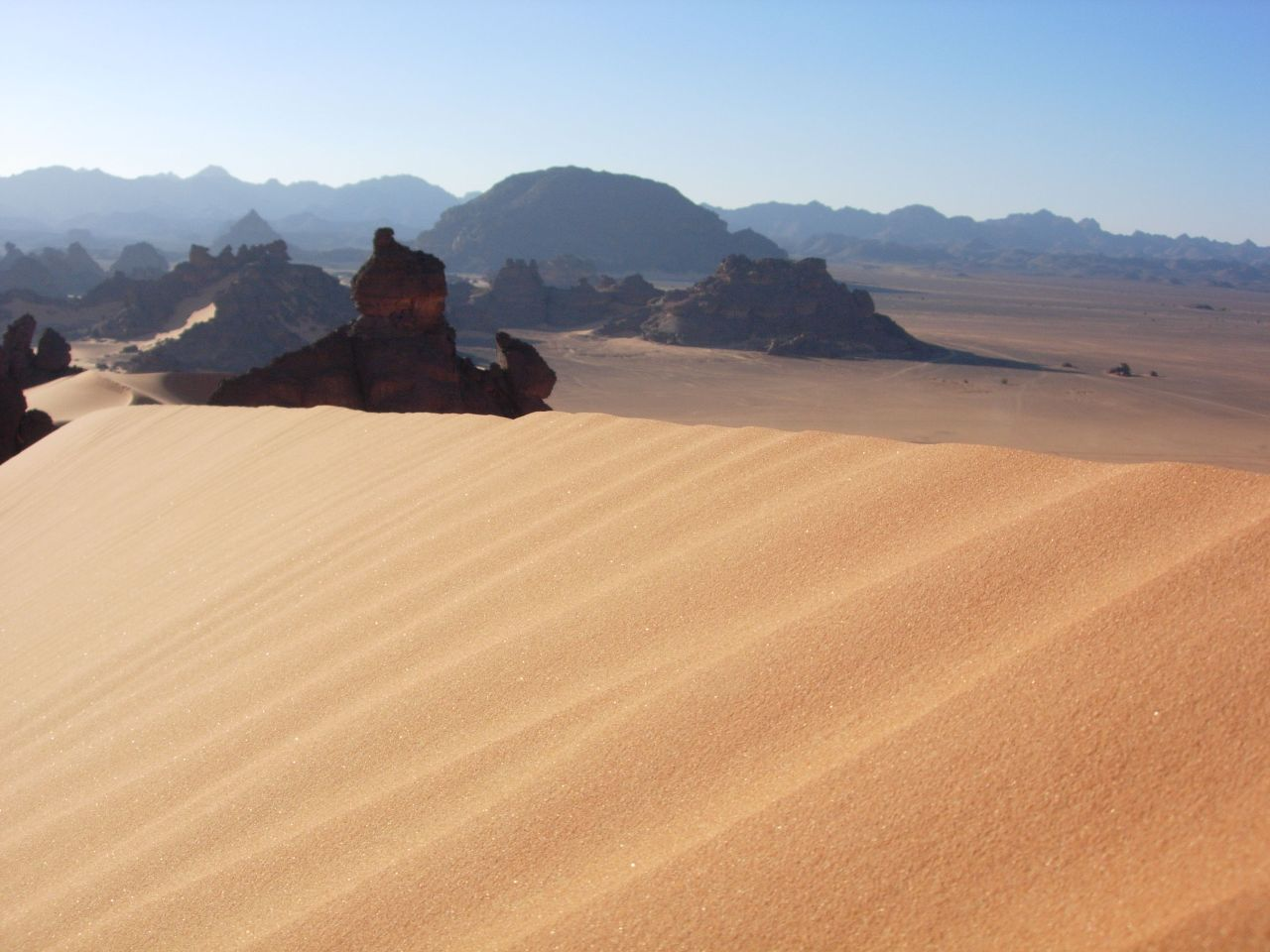
De woestijn in Zuid-Libië. Ongeveer 90% van het Libisch grondgebied bestaat uit woestijn.

De Libische Woestijn (Arabisch: الصحراء الليبية) is het noordoostelijke deel van de Sahara-woestijn op het grondgebied van Libië. Het min of meer rechthoekige gebied strekt zich zo'n 1100 km uit van oost naar west en 1000 km van noord naar zuid. Daarmee heeft het een oppervlakte van 1,1 miljoen vierkante kilometer. Pas in 1924 werd de Libische Woestijn nauwkeurig in kaart gebracht door Ahmed Hassanein na diens ontdekkingsreis waarbij hij 3500 km te voet aflegde.
De woestijn bestaat voornamelijk uit zand en steen. Voorkomende dieren zijn de zandadder en de schorpioen. Het grootste deel van de woestijn bestaat uit een massief plateau van steenafzetting. Op bepaalde plaatsen zijn ook heuvels en dalen.
Er loopt nergens een rivier door de woestijn. De Libische woestijn is nauwelijks bewoond, uitgezonderd van de moderne nederzettingen in oases van de lagere regio Cyrenaica in het zuidoosten van Libië. De inheemse bevolking is de Bisharin-stam, Mahas en Berber. Waar de woestijn overgaat in Egypte en niet langer in Libië, is het algemeen bekend als de Westelijke Woestijn. 

## Zandzeeën
Een kwart van het gebied bestaat uit drie door de wind gevormde zandzeeën met duinen tot 110 meter hoog. Deze zijn de:
- Kalansho Zandzee
- Ribiana Zandzee

## Oase
- Jaghbub